# 한국해상풍력
한국해상풍력 주식회사는 2011년 대한민국 정부가 수립한 서남해 2.5GW 해상풍력발전 종합추진계획에 따라 추진하는 서남해 해상풍력 실증단지의 건설 및 운영을 위해 한국전력공사와 발전 자회사 6사가 공동출자하여 설립한 풍력 발전 기업이다.

## 역사
2012년 12월 7일에 설립되었다.

## 사업장 현황
- 본점: 전북특별자치도 부안군 부안읍 석정로 179 KT부안지사 3층
- 발전운영센터: 전북특별자치도 고창군 상하면 명사십리로 50
- 서울사무소: 서울특별시 중구 퇴계로 173 남산스퀘어빌딩 12층

### 내용주
1. ↑  전. 산업통상자원부 정보보호담당관 출신